# David Kozma
David "Pink Panther" Kozma (* 13. srpna 1992 Karviná) je český profesionální bojovník smíšených bojových umění (MMA) welterové váhy (do 77 kg). Aktuálně zápasí v organizaci OKTAGON MMA, kde je bývalým držitelem titulu ve welterové váze.

## Osobní život
Od sedmi do sedmnácti let se věnoval judu. Když v judu došlo k úpravě pravidel, přešel k drsnějšímu MMA.
Přestože je profesionálním zápasníkem, přivydělává si jako noční hlídač.
Sám říká, že se v ulicích nikdy nepral a zápas bere jako soutěžení.
Svou přezdívku má už od mala. Rád totiž nosil růžovou barvu a byl podle svých slov takzvaný „šampoňák“.

## MMA kariéra
Svoji profesionální MMA kariéru začal v roce 2010 a svůj první oficiální zápas prohrál. Působil v organizacích jako GCF, Arena, Den Bojovníků, Heroes Gate, XFN, RCC a dalších. I přes slabší začátky a ne příliš oslnivou bilanci se však dokázal probít až na vrchol českého MMA a získat titul v největší československé MMA organizaci.
V jednu chvíli byl blízko nejlepší bojové lize na světě UFC, to ale nakonec nedopadlo. Po sérii 7 výher totiž prohrál v ruské organizaci RCC, kde měl mít i další zápas. Ten byl však zrušen kvůli pandemii koronaviru.
V organizaci OKTAGON MMA byl v letech 2018 až 2022 držitelem titulu welterové váhy, který dokázal 5krát obhájit, avšak přišel o něj po porážce s Kaikem Brito. V roce 2023 se účastnil milionové pyramidy Tipsport Gamechanger, ve které se dostal do semifinále.
Momentálně působí v týmu PriMMAt Gym pod hlavním trenérem Markem Lončákem. Jeho bilance je 32-13 s tím, že 21 zápasů dokázal ukončit (8 KO/ TKO a 13 submisí).

## MMA výsledky
| Výsledek | Bilance | Soupeř             | Metoda                           | Událost                                  | Datum      | Kolo | Čas  | Místo                              | Poznámka                                                   |
| -------- | ------- | ------------------ | -------------------------------- | ---------------------------------------- | ---------- | ---- | ---- | ---------------------------------- | ---------------------------------------------------------- |
| Prohra   | 32-15   | Robert Pukač       | KO (úder)                        | OKTAGON 67                               | 22.2.2025  | 1    | 2:15 | Třinec, Česko                      |                                                            |
| Prohra   | 32-14   | Ion Surdu          | KO (úder)                        | OKTAGON 58 Vémola vs. Végh 2             | 8.6.2024   | 1    | 2:27 | Praha, Česko                       |                                                            |
| Prohra   | 32-13   | Bojan Velicković   | TKO (údery)                      | OKTAGON 46 Kozma vs Velicković 2         | 16.9.2023  | 1    | 3:43 | Frankfurt, Německo                 | Tipsport Gamechanger.                                      |
| Výhra    | 32-12   | Alex Lohoré        | Na body (jednomyslné rozhodnutí) | OKTAGON 43                               | 20.5.2023  | 3    | 5:00 | Praha, Česko                       | Tipsport Gamechanger.                                      |
| Výhra    | 31-12   | Łukasz Siwiec      | Na body (rozdělené rozhodnutí)   | OKTAGON 40 Tipsport Gamechanger          | 4.3.2023   | 3    | 5:00 | Ostrava, Česko                     | Tipsport Gamechanger.                                      |
| Prohra   | 30-12   | Kaik Brito         | TKO (údery)                      | OKTAGON 37 Kozma vs Brito                | 3.12.2022  | 3    | 4:12 | Ostrava, Česko                     | Neobhájil titul organizace OKTAGON MMA ve velterové váze.  |
| Výhra    | 30-11   | Petr Kníže         | Na body (jednomyslné rozhodnutí) | OKTAGON 32 Kozma vs Kniže                | 9.4.2022   | 5    | 5:00 | Ostrava, Česko                     | Obhájil titul organizace OKTAGON MMA ve velterové váze     |
| Výhra    | 29-11   | Bojan Velicković   | TKO (údery)                      | OKTAGON 29 Kozma vs Velickovič           | 4.12.2021  | 4    | 3:16 | Brno, Česko                        | Obhájil titul organizace OKTAGON MMA ve velterové váze     |
| Výhra    | 28-11   | Leandro Silva      | Na body (jednomyslné rozhodnutí) | OKTAGON 24 Kozma vs Silva                | 29.5.2021  | 5    | 5:00 | Brno, Česko                        | Obhájil titul organizace OKTAGON MMA ve velterové váze     |
| Výhra    | 27-11   | Máté Kertész       | Na body (jednomyslné rozhodnutí) | OKTAGON 17 Kozma vs Kertész              | 17.10.2020 | 5    | 5:00 | Brno, Česko                        | Obhájil titul organizace OKTAGON MMA ve velterové váze     |
| Prohra   | 26-11   | Roman Mukhamedshin | Donucení (rear-naked choke)      | RCC 7                                    | 14.12.2019 | 3    | 2:09 | Jekatěrinburg, Rusko               |                                                            |
| Výhra    | 26-10   | Alexey Shurkevich  | Na body (jednomyslné rozhodnutí) | RCC 6                                    | 4.5.2019   | 3    | 5:00 | Čeljabinsk, Rusko                  |                                                            |
| Výhra    | 25-10   | Samuel Kristofič   | Na body (jednomyslné rozhodnutí) | OKTAGON 11                               | 16.3.2019  | 5    | 5:00 | Ostrava, Česko                     | Obhájil titul organizace OKTAGON MMA ve velterové váze     |
| Výhra    | 24-10   | Gabor Boráros      | TKO (poranenie kolena)           | OKTAGON 10                               | 17.10.2018 | 2    | 0:22 | Praha, Česko                       | Stal se šampionem organizace OKTAGON MMA ve velterové váze |
| Výhra    | 23-10   | Máté Kertész       | Na body (jednomyslné rozhodnutí) | OKTAGON 9                                | 15.9.2018  | 3    | 5:00 | Bratislava, Slovensko              |                                                            |
| Výhra    | 22-10   | Michal Wiencek     | TKO (kolena a údery)             | OKTAGON 7                                | 28.7.2018  | 1    | 4:50 | Praha, Česko                       |                                                            |
| Výhra    | 21-10   | Alexey Valivakhin  | TKO (údery)                      | OKTAGON 6                                | 26.5.2018  | 1    | 2:17 | Košice, Slovensko                  |                                                            |
| Výhra    | 20-10   | Rafal Lewon        | TKO (údery)                      | OKTAGON 5                                | 17.3.2018  | 1    | 4:32 | Ostrava, Česko                     |                                                            |
| Prohra   | 19-10   | Petr Kníže         | Na body (jednomyslné rozhodnutí) | XFN 6 - X Fight Nights 6                 | 7.12.2017  | 3    | 5:00 | Praha, Česko                       |                                                            |
| Výhra    | 19-9    | Adam Horvath       | TKO (údery)                      | Fusion FN 16 - Cage Fight                | 29.9.2017  | 3    | N/A  | Brno, Česko                        |                                                            |
| Výhra    | 18-9    | Zoran Dod          | TKO (údery)                      | EPF - East Pro Fight 9                   | 28.4.2017  | 3    | 3:07 | Košice, Slovensko                  |                                                            |
| Výhra    | 17-9    | Lovro Vrkic        | Podanie (Kimura)                 | HG - Heroes Gate 18                      | 24.2.2017  | 1    | 4:55 | Praha, Česko                       |                                                            |
| Výhra    | 16-9    | Johannes Michalik  | Donucení (rear-naked choke)      | XFN 2 - X Fight Nights 2                 | 18.12.2016 | 1    | 4:39 | Praha, Česko                       |                                                            |
| Výhra    | 15-9    | Michal Vostrý      | Submise (Calf slicer)            | HG - Heroes Gate 17                      | 27.10.2016 | 2    | 4:39 | Praha, Česko                       |                                                            |
| Výhra    | 14-9    | Emin Sefa          | Rozhodnutie (jednomyseľne)       | EFN - Fight Nights Global 49             | 4.6.2016   | 3    | 5:00 | Banská Bystrica, Slovensko         |                                                            |
| Výhra    | 13-9    | Marek Bártl        | Submise (Armbar)                 | GCF 32 - WMMAA Finals                    | 28.11.2015 | 2    | 4:09 | Praha, Česko                       |                                                            |
| Prohra   | 12-9    | Saulius Bucius     | Submise (Triangle choke)         | GCF 31 - Cage Fight 6                    | 22.5.2015  | 1    | 3:56 | Brno, Česko                        |                                                            |
| Prohra   | 12-8    | Jaroslav Poborský  | Rozhodnutie (rozdelenie)         | GCF - Gladiator Championship Fighting 30 | 25.2.2015  | 3    | 5:00 | Praha, Česko                       |                                                            |
| Prohra   | 12-7    | Miroslav Štrbák    | Podanie (údery)                  | GCF 27 - Road to the Cage                | 21.3.2014  | 3    | N/A  | Praha, Česko                       | Ztratil titul organizace GCF v lehké váze                  |
| Prohra   | 12-6    | Shimon Gosh        | TKO (údery)                      | HG - Heroes Gate 11                      | 22.11.2013 | 1    | 2:49 | Praha, Česko                       |                                                            |
| Výhra    | 12-5    | Jaroslav Pokorný   | Submise (Armbar)                 | GCF 25 - Over the Top                    | 6.10.2013  | 3    | N/A  | Pardubice, Česko                   | Obhájil titul organizace GCF v lehké váze                  |
| Výhra    | 11-5    | Roman Vanický      | Rozhodnutie (jednomyseľne)       | CMTA - Pardal Gladidators Night Cage 2   | 1.6.2013   | N/A  | N/A  | České Budějovice, Česká repbublika |                                                            |
| Výhra    | 10-5    | Václav Přibyl      | Rozhodnutie (jednomyseľne)       | GCF 21 - Big Cage 3                      | 24.4.2013  | 5    | 5:00 | Ostrava, Česko                     | Obhájil titul organizace GCF v lehké váze                  |
| Prohra   | 9-5     | Josef Král         | Submise (Guilotine choke)        | GCF 18 - Destiny                         | 1.12.2012  | 1    | 1:40 | Praha, Česko                       |                                                            |
| Prohra   | 9-4     | Mamour Fall        | Rozhodnutie (jednomyseľne)       | HG - Heroes Gate 8                       | 12.10.2012 | 3    | 5:00 | Praha, Česko                       |                                                            |
| Výhra    | 9-3     | Jaroslav Poborský  | Submise (Armbar)                 | GCF 13 - Pain and Glory                  | 20.5.2012  | 3    | 3:36 | Praha, Česko                       |                                                            |
| Výhra    | 8-3     | Petr Zelina        | Donucení (rear-naked choke)      | Den Bojovnikov 5 - New Challenge         | 1.4.2012   | 1    | 0:29 | Hlučín, Česko                      |                                                            |
| Prohra   | 7-3     | Marat Gafurov      | Donucení (rear-naked choke)      | M-1 Challenge 31 - Monson vs. Oleinik    | 16.3.2012  | 2    | 2:10 | Petrohrad, Rusko                   |                                                            |
| Výhra    | 7-2     | Marek Mucka        | Submise (Armbar)                 | Arena 25 - Attack Eagle                  | 30.12.2011 | 1    | 0:41 | Třinec, Česko                      |                                                            |
| Výhra    | 6-2     | Norbert Pozarek    | Submise (Triangle choke)         | GCF 7 - Redemption                       | 3.12.2011  | 1    | N/A  | Praha, Česko                       | Stal se šampionem organizace GCF v lehké váze              |
| Výhra    | 5-2     | Vaclav Přibyl      | Submise (Armbar)                 | GCF 4 - New Talents                      | 17.6.2011  | 3    | 1:47 | Říčany, Česko                      |                                                            |
| Výhra    | 4-2     | Michal Boldy       | TKO (údery)                      | Arena 22 - Hutnicky Den                  | 30.4.2011  | 1    | 1:17 | Třinec, Česko                      |                                                            |
| Výhra    | 3-2     | Martin Kufel       | Submise (Armbar)                 | Hamr Gym - Hamr Night 2011               | 23.4.2011  | 1    | 4:48 | Ostrava, Česko                     |                                                            |
| Výhra    | 2-2     | Viktor Polášek     | Donucení (rear-naked choke)      | DB 1 - Den Bojovnikov                    | 12.3.2011  | 1    | 0:39 | Darkovice, Česko                   |                                                            |
| Prohra   | 1-2     | Adam Golonkiewicz  | Podanie (údery)                  | MMAC - MMA Challengers 6                 | 13.2.2011  | 2    | 3:53 | Katovice, Polsko                   |                                                            |
| Výhra    | 1-1     | Tomas Kudry        | Submise (Armbar)                 | Arena 20 - Power Legion                  | 30.12.2010 | 1    | 0:41 | Ostrava, Česko                     |                                                            |
| Prohra   | 0-1     | Richard Andrš      | Donucení (rear-naked choke)      | GCF 1 - Judgement Day                    | 5.12.2010  | 2    | 1:56 | Praha, Česko                       |                                                            |